# 요제프 코저
요제프 코저(Josef Käser, 1957년 6월 23일~), 또는 조 캐저는 독일의 기업인으로 2013년 8월 1일부터 2021년 2월 3일까지 독일 지멘스의 회장 및 CEO였다.
이후 해당 후임은 Roland Busch(롤랜드 부시)가 되었으며, 이후 훗날 지멘스 본사에서 ABB 그룹이 전력망 사업부를 히타치에 매각한 것마냥 지멘스 전력망 사업부를 분사시키면서 그가 해당 사업부를 인수하여 현직 회장이다.
또한 지멘스 그룹 본사 회장이던 시절에는 메르세데스 벤츠 그룹 이사회 임원이기도 하였으나 이마저도 상용차 사업부가 계열사로 분리되고 지멘스 본사 회장에서 동시에 물러나면서 그 쪽도 물러나게 되었다.